# Wided Younsi
Wided Younsi, née le 10 avril 1981, est une boxeuse tunisienne. 

## Carrière
Aux championnats d'Afrique féminins de Yaoundé en 2010, elle remporte la médaille d'or dans la catégorie des moins de 75 kg.
Elle est sacrée championne du monde de boxe française en 2015 à Amiens.